# Gare d’Entraigues-sur-la-Sorgue
Gare d’Entraigues-sur-la-Sorgue – przystanek kolejowy w Entraigues-sur-la-Sorgue, w departamencie Vaucluse, w regionie Prowansja-Alpy-Lazurowe Wybrzeże, we Francji.
Jest przystankiem Société nationale des chemins de fer français (SNCF), obsługiwanym przez pociągi TER Provence-Alpes-Côte d’Azur.

## Położenie
Stacja znajduje się na linii Sorgues – Châteauneuf-du-Pape – Carpentras, w km 4,433, na wysokości 28 m, pomiędzy stacjami Sorgues – Châteauneuf-du-Pape i Monteux.

## Linie kolejowe
- Linia Sorgues – Châteauneuf-du-Pape – Carpentras